# Omoa
Omoa è un comune dell'Honduras facente parte del dipartimento di Cortés.
Il comune venne istituito nel 1852.